# Julia Wipplinger
Julia Wipplinger (née le 23 octobre 1923 et morte le 15 juillet 1989) est une joueuse de tennis sud-africaine des années 1950.
Associée à Hazel Redick-Smith, elle a atteint deux finales en Grand Chelem en double dames : à Roland Garros en 1952 et aux Internationaux d'Australie en 1954.

## Palmarès (partiel)

### Finale en simple dames
| No | Date       | Nom et lieu du tournoi           | Catégorie | Surface      | Vainqueure         | Score    |  |
| -- | ---------- | -------------------------------- | --------- | ------------ | ------------------ | -------- |  |
| 1  | 15/07/1952 | Swedish International HC, Båstad |           | Terre (ext.) | Hazel Redick-Smith | 6-2, 8-6 |  |

### Finales en double dames
| No | Date       | Nom et lieu du tournoi          | Catégorie | Surface      | Vainqueures                     | Partenaire         | Score    |          |
| -- | ---------- | ------------------------------- | --------- | ------------ | ------------------------------- | ------------------ | -------- | -------- |
| 1  | 20/05/1952 | Internationaux de France Paris  | G. Chelem | Terre (ext.) | Shirley Fry Doris Hart          | Hazel Redick-Smith | 7-5, 6-1 | Parcours |
| 2  | 23/01/1954 | Australian Championships Sydney | G. Chelem | Gazon (ext.) | Mary Bevis Hawton Beryl Penrose | Hazel Redick-Smith | 6-3, 8-6 | Parcours |

## Parcours en Grand Chelem (partiel)
Si l’expression « Grand Chelem » désigne classiquement les quatre tournois les plus importants de l’histoire du tennis, elle n'est utilisée pour la première fois qu'en 1933, et n'acquiert la plénitude de son sens que peu à peu à partir des années 1950.

### En simple dames
| Année | Championnat d'Australie | Championnat d'Australie | Internationaux de France | Internationaux de France | Wimbledon     | Wimbledon  | US National | US National |
| ----- | ----------------------- | ----------------------- | ------------------------ | ------------------------ | ------------- | ---------- | ----------- | ----------- |
| 1952  | -                       | -                       | 1/4 de finale            | Doris Hart               | 4e tour (1/8) | Doris Hart | -           | -           |
| 1954  | 1er tour (1/16)         | Mary Carter             | -                        | -                        | -             | -          | -           | -           |

À droite du résultat, l’ultime adversaire.

### En double dames
| Année | Championnat d'Australie | Championnat d'Australie  | Internationaux de France | Internationaux de France | Wimbledon                    | Wimbledon                 | US National | US National |
| ----- | ----------------------- | ------------------------ | ------------------------ | ------------------------ | ---------------------------- | ------------------------- | ----------- | ----------- |
| 1952  | -                       | -                        | Finale Hazel Redick      | Shirley Fry Doris Hart   | 2e tour (1/16) Anne Shilcock | Mollie Welsh H. Proudfoot | -           | -           |
| 1954  | Finale Hazel Redick     | Mary Bevis Beryl Penrose | -                        | -                        | -                            | -                         | -           | -           |

Sous le résultat, la partenaire ; à droite, l’ultime équipe adverse.

### En double mixte
| Année | Championnat d'Australie | Championnat d'Australie  | Internationaux de France    | Internationaux de France | Wimbledon | Wimbledon | US National | US National |
| ----- | ----------------------- | ------------------------ | --------------------------- | ------------------------ | --------- | --------- | ----------- | ----------- |
| 1952  | -                       | -                        | 2e tour (1/16) Derek Capell | J. Amouretti Luis Ayala  | -         | -         | -           | -           |
| 1954  | 1/4 de finale Abe Segal | Norma Ellis Neale Fraser | -                           | -                        | -         | -         | -           | -           |

Sous le résultat, le partenaire ; à droite, l’ultime équipe adverse.